# Roel Moors
Pour les articles homonymes, voir Moors (homonymie).
Roel Moors, né le 16 décembre 1978 à Herentals, en Belgique, est un joueur puis entraîneur belge de basket-ball. Comme joueur, il évolue au poste de meneur.

## Biographie
Roel Moors fait partie de la génération d'or pour le basket-ball belge (1978) qui a produit énormément d'internationaux et qui s'était illustrée lors de l’Euro pour junior en 1996 div A en se qualifiant pour le tour final et en battant en cours de route des équipes prestigieuses, en particulier le match contre la Yougoslavie 67-62.
La Belgique finit première du groupe B devant la Yougoslavie, Turquie, Italie, Espagne et Russie en enregistrant un record de 4 victoires pour une défaite, infligée après prolongation contre l’Espagne 97-90. Ils finissent à la 4e place du tournoi. Après cela, les équipes de jeunes Belges ont des résultats modestes en division B et C. 
Il commence sa carrière professionnelle à Bree alors qu’il est âgé de 18 ans (1997). En 2012-2013, il joue avec Port of Antwerp Giants et ses statistiques sont de 12 points, 2,7 rebonds et 3,5 passes décisives en moyenne.
Il subit deux très importantes opérations du genou de suite lors de son premier passage à Anvers (2000-2002).
Il est à 4 reprises élu joueur de l’année, deux fois avec les Spirou de Charleroi (2003 et 2004) et deux fois avec Anvers (2011 et 2013) dix ans après son premier sacre. Grâce à ce dernier titre, il rejoint les légendes que sont Jef Eygel et Willy Steveniers (en), qui eux aussi ont engrangé 4 titres de joueurs de l'année. Rik Samaey reste l’indétrônable recordman pour cet récompense (10 fois). Ce titre qui consacre le meilleur joueur belge de l'année est remis depuis 1959.
Moors est repris pour la première fois en équipe nationale en 2000 sous les ordres de Tony Van den Bosch alors qu’il évoluait aux Atomics Brussels où il réussit une bonne saison avec plus de 15 points de moyenne. Depuis lors, il a participé à toutes les campagnes de l’équipe nationale et fait partie de la sélection en 2013.
Sur le plan collectif, il remporte 3 titres de champion de Belgique avec Charleroi en 2003, 2004 et 2008 et une coupe de Belgique en 2003.
Il signe à nouveau pour deux saisons avec le club de Port of Antwerp Giants (2013-2015).
En juin 2019, Moors devient l'entraîneur du club allemand Brose Baskets pour deux saisons. Le club obtenant des résultats en dessous des attentes des dirigeants lors de sa première saison, son contrat est rompu au mois de juin 2020.